# Srní (Šluknovská pahorkatina)
Srní (německy Petersberg) je kopec o nadmořské výšce 466 m nacházející se v Lipové (část obce Liščí) v Ústeckém kraji.

## Charakteristika
Vrch náleží ke geomorfologickému celku Šluknovská pahorkatina, jeho okrsku Šenovská pahorkatina a podokrsku Mikulášovická pahorkatina. Geologické podloží tvoří drobně až středně zrnitý dvojslídý hybridní granodiorit. Půdním pokryvem je modální mesobazická kambizem. Severně od vrcholu pramení Kaltbach, který je přítokem Sprévy, podél jižního úpatí pak protéká Liščí potok, který je přítokem Vilémovského potoka (Sebnice). Celý kopec tak náleží k povodí Labe a úmoří Severního moře. Většina vrchu je zalesněná jehličnatým lesem. Přes severní svah prochází česko-německá státní hranice, po níž vede modře značená turistická stezka směřující ve směru Lobendava a Šluknov.